# Gaobu, Dongguan
Gaobu är en köping i sydöstra  Kina.  Den ligger i staden Dongguan i provinsen Guangdong, omkring 50 kilometer öster om provinshuvudstaden Guangzhou. Antalet invånare är 217 436. Befolkningen består av 108 157 kvinnor och 109 279 män. Barn under 15 år utgör 6,0 %, vuxna 15-64 år 92 %, och äldre över 65 år 1,0 %.